# Тайшет
Тайшет (з кетської — холодна річка) — місто і адміністративний центр Тайшетського району, Іркутська область, Росія, відстань до Іркутська 669 км. Населення: 33 тисячі (2024 год). Відоме Тайшетлагом (Тайшетський табір НКВС) — особливим табором для політв'язнів СРСР.

## Історія
Було засновано в 1897 році як станція Транссибірської залізниці, у 1938 році надано статус міста.
В 1930-і — 1950-і роки, Тайшет був центром адміністрації трудових таборів ГУЛАГу — Ангарстрой і Озерлаг. Будівництво першої дільниці Байкало-Амурської магістралі почалося в 1937 році, управління здійснювалося звідси. По закінченню Другої світової війни у таборах біля Тайшету відбували термін ув'язнення японські військовополонені Квантунської армії та німецькі військовополонені що становили значну частку у виправно-трудовому контингенті. Німці були репатрійовані восени 1955, після того як західнонімецький канцлер Конрад Аденауер здійснив візит до Москви.

## Адміністративний устрій
4 лютого 1960 отримав статус міста обласного підпорядкування. З 2005 року МУ «Місто Тайшет» перетворено в Тайшетське міське поселення і перепідпорядковано Тайшетському району.

## Транспорт
У Тайшеті розташовано залізничний вузол і велика позакласна сортувальна станція, в якій сходяться магістралі чотирьох напрямків. Із заходу на схід проходить Транссибірська магістраль, в Тайшеті починається Байкало-Амурська магістраль (перший кілометр Байкало-Амурської магістралі знаходиться саме у Тайшеті), в південному напрямку розташована Південно-Сибірська магістраль, що зв'язує БАМ з Кузбасом, Алтаєм, Північним і Центральний Казахстаном, а також з Південним Уралом (закінчується в Магнітогорську).
У безпосередній близькості від міста проходить автострада федерального значення М53. На станції Тайшет зупиняються всі поїзди далекого прямування, крім міжнародних, прямуючих в сполучені Москва — Улан-Батор і Москва — Пекін.
Крім того, Тайшет — початкова точка Східного нафтопроводу (в місті розташована нафтоперекачувальна станція).